# Леопольд Баумгорн

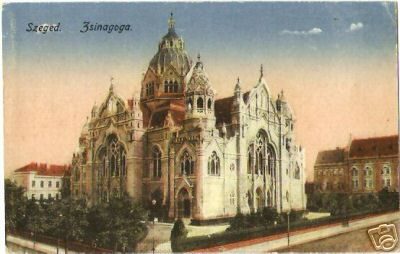
Синагога в Сегеді

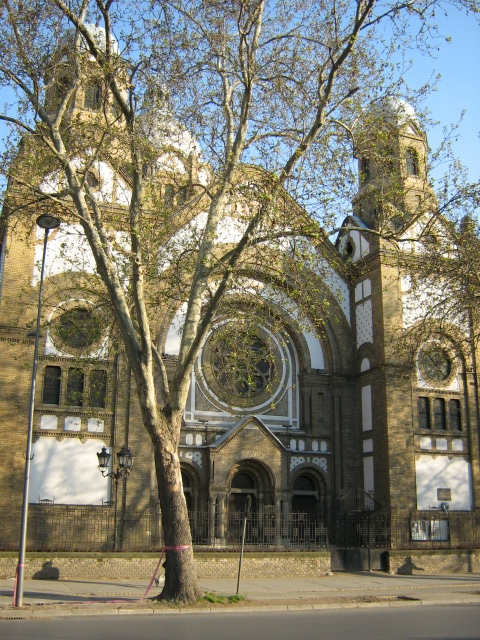
Синагога в місті Нові-Сад

Ліпот (Леопольд) Баумгорн (28 грудня 1860, Кішбер, Австро-Угорська імперія — 8 липня 1932, там же) — угорський архітектор єврейського походження. Відомий як автор багатьох єврейських культових споруд в Угорщині, а також комерційних будинків.

## життя
Баумгорн навчався у Віденській політехніці під керівництвом Генріха фон Ферстеля. Він спланував і побудував десятки синагог, єврейських громадських установ та приватних будинків у Королівстві Угорщина та після Першої світової війни — в незалежній Угорщині, включаючи синагогу в заводському поселенні міста Тимішоара та синагоги в містах Нові-Сад, Рієка, Мурська Собота, Зренянин (знищена німцями в 1941 році)), Естергом, Уйпешт (новий Пешт) і в XIII районі Будапешта. Дотепер збереглися дванадцять побудованих ним синагог, включаючи синагогу в місті Сегед (1903), яка вважається кульмінацією його роботи.

## Споруди (неповний перелік)
- 1896: Синагога в Зреняніні
- 1898—1901: Неологічна синагога в Брашові
- 1899: Синагога в Сольноку
- 1899: Синагога заводського поселення в Тімішоарі
- 1900—1903: Нова синагога в Сегеді
- 1903: Стара синагога в Рієці
- 1905: Синагога в Цегледі
- 1906—1909: Синагога в Нові-Саді
- 1908: Палац Менрат у Нові-Саді
- 1908—1911: Синагога в Нітрі
- 1909 р .: Синагога Дьорджі Дожа в Будапешті
- 1912: Палац Ллойд у Тімішоарі
- 1923 рік: Синагога на вулиці Пава в Будапешті
- 1925: Синагога в Лученеці
- Синагога в Мурській Соботі
- Синагога в Естергомі
- Синагога в Уйпешті — районі Будапешта